# Gilly-lès-Cîteaux
Gilly-lès-Cîteaux település Franciaországban, Côte-d’Or megyében. Lakosainak száma 729 fő (2022. január 1.). Gilly-lès-Cîteaux Saint-Philibert, Saint-Bernard, Vougeot, Broindon, Chambolle-Musigny, Épernay-sous-Gevrey, Flagey-Echézeaux és Morey-Saint-Denis községekkel határos.

## Népesség
A település népességének változása:
| Lakosok száma | 403  | 461  | 517  | 595  | 653  | 676  | 705  | 720  | 729  | 729  |
|               | 1968 | 1982 | 1990 | 2006 | 2013 | 2015 | 2017 | 2019 | 2020 | 2022 |